# Patrick Roger (chocolatier)
Pour les articles homonymes, voir Patrick Roger et Roger.
Patrick Roger, né le 9 juillet 1968 au Poislay dans le Loir-et-Cher, est un artiste sculpteur chocolatier français. 

## Biographie
Patrick Roger est né le 9 juillet 1968 au Poislay, dans le Loir-et-Cher. Fils de boulangers, il commence son apprentissage à l’âge de 15 ans chez Maurice Boulay, boulanger-pâtissier à Châteaudun. À 18 ans, il part pour la capitale et entre comme commis chez le traiteur-pâtissier Pierre Mauduit, chez qui il découvre le travail du chocolat. 
En 2000, il obtient le titre de meilleur ouvrier de France chocolatier. Il ouvre alors sa première boutique à Sceaux dans les Hauts-de-Seine. Il obtient le titre de meilleur chocolatier de Paris en 2007.
En 2009, il quitte son atelier de 40 m2 devenu trop exigu et s’installe dans un nouvel atelier de 700 m2 à Sceaux.
Il réalise des sculptures en chocolat. L'une d'elles est présentée à l’occasion du Téléthon 2010 : un arbre de Noël de dix mètres de haut, authentifié par le Guinness World Records (édition 2012). Les dons ont été intégralement reversés au Téléthon.
En 2013, Patrick Roger intègre le « Who’s who » en France.
En 2014, il achète 50 hectares d'amandiers et 4 hectares de vignes dans le sud de la France, près de Perpignan, pour soutenir et essayer de sauver cette culture de l'amande française. La même année, un incendie ravage entièrement l'atelier de Sceaux.
En 2018, il est nommé chevalier de la Légion d'honneur.
Ouverture d'une boutique rue de Sèvres en mars 2021. Patrick Roger a ouvert neuf boutiques dont une à Saint-Germain-en-Laye ainsi qu'une à Sceaux.

## Distinctions
- 2000 : Meilleur ouvrier de France chocolatier[13].
- 2018 :  Chevalier de la Légion d'honneur[14]

## Collaboration
En 2017, Patrick Roger a collaboré avec la marque de bagages Rimowa, pour lancer une valise vert-menthe, couleur signature de l'artisan chocolatier,.

## Prix
- 4e prix aux Journées gastronomiques de Sologne (1991)[17]
- 1er prix aux Journées gastronomiques de Sologne (1992)
- Lauréat du grand prix international de la chocolaterie (1994)[18]
- Meilleur ouvrier de France chocolatier-confiseur, 1er prix de création d’entreprise en France (2000)
- Lauréat du grand prix du chocolat artisanal de la ville de Paris (2007)[19]

## Expositions
- 2012 : Hippo-Choco, Paris[20]
- 2015 : Musée Rodin, Paris[21]
- Décembre 2015 : La sculpture a du goût, Galerie Marquardt, Paris[22]
- 12-27 janvier 2017 : Entrez en matière(s), Christie’s, Paris[23]
- 31 mars-18 avril 2017 : Éléphant Paname, Paris[24]
- 2 juin-2 juillet 2018 : Travel - Travel(er), 21_21 Design sight, Tokyo[25]
- Juillet-août 2018 : Château de Bois-Guilbert[26]
- Avril 2019 : Unesco, Paris
- 2020 : Genèses Acte I - Exposition rétrospective - Galerie Sarto, Paris[27]
- Juin 2021 : Galerie Kraemer, Paris[28]
- 8 mars-2 avril 2022 : Métamorphose, Galerie Ida Médicis, Paris[29]

## Publications
- Fort en chocolat, First Éditions, 2007.
- L’Art et la matière, Éditions Patrick Roger, 2012.
- En quête de chocolat, Éditions du Chêne, 2012.
- La sculpture a du goût, Éditions Patrick Roger, 2015.
- 100 degrés 5, Éditions Patrick Roger, 2018.
- 1.Sculptures, Éditions de l’épure, 2018.
- 2.Sculptures, Éditions Norma, 2022[30].